# Neil Sheehan
Cornelius Mahoney Sheehan, detto Neil (Holyoke, 27 ottobre 1936 – Washington, 7 gennaio 2021), è stato un giornalista e scrittore statunitense, vincitore del Premio Pulitzer per la saggistica nel 1989 per il libro Vietnam. Una sporca bugia (A Bright Shining Lie: John Paul Vann and America in Vietnam).

## Biografia
Sheehan fu corrispondente per il New York Times durante il conflitto in Vietnam; al suo ritorno in patria, scrisse seguiti articoli sul Pentagono, raccolti poi in The Pentagon Papers as published by the New York Times (1971).
L'anno successivo pubblicò The Arnheiter Affair, dedicato al capitano Marcus Aurelius Arnheiter, responsabile dell'ammutinamento della USS Vance (DE-387).
Nel 1989 scrisse Vietnam. Una sporca bugia (A Bright Shining Lie), libro che denuncia la guerra del Vietnam seguendo la vita del militare John Paul Vann. L'opera, curata da Robert Loomis si aggiudicò il Premio Pulitzer per la saggistica 1989 ed il National Book Award. Nel 1998 ne fu tratta una miniserie televisiva, prodotta da HBO.
Sheenan è morto nella sua casa a Washington il 7 gennaio 2021, all’età di 84 anni, per le complicazioni della malattia di Parkinson. 

## Vita privata
Era sposato con Susan Sheehan, anch'essa vincitrice del Pulitzer, con Is There No Place on Earth for Me? (1982). Aveva due figlie, Catherine e Maria.

## Opere
- The Pentagon Papers as published by the New York Times. 1971
- The Arnheiter affair. 1972
- Vietnam. Una sporca bugia (A Bright Shining Lie: John Paul Vann and America in Vietnam). New York, Random House. 1989
- After the War Was Over: Hanoi and Saigon. 1992
- Two Cities: Hanoi and Saigon. 1994
- A Fiery Peace in a Cold War: Bernard Schriever and the Ultimate Weapon. 2009